# Woszczele (gromada)
Woszczele – dawna gromada, czyli najmniejsza jednostka podziału terytorialnego Polskiej Rzeczypospolitej Ludowej w latach 1954–1972.
Gromady, z gromadzkimi radami narodowymi (GRN) jako organami władzy najniższego stopnia na wsi, funkcjonowały od reformy reorganizującej administrację wiejską przeprowadzonej jesienią 1954 do momentu ich zniesienia z dniem 1 stycznia 1973, tym samym wypierając organizację gminną w latach 1954–1972.
Gromadę Woszczele z siedzibą GRN w Woszczelach utworzono – jako jedną z 8759 gromad – w powiecie ełckim w woj. białostockim, na mocy uchwały nr 13/V WRN w Białymstoku z dnia 4 października 1954. W skład jednostki weszły obszary dotychczasowych gromad Bienie, Czerwonka, Grabnik, Królowa Wola, Małkinie i Woszczele ze zniesionej gminy Woszczele, obszar dotychczasowej gromady Bałamutowo ze zniesionej gminy Stare Juchy, obszary dotychczasowych gromad Chrzanowo i Siedliska ze zniesionej gminy Ełk oraz obszar lasu Mleczkowo z dotychczasowej gromady Oracze ze zniesionej gminy Straduny tymże powiecie. Dla gromady ustalono 19 członków gromadzkiej rady narodowej.
1 stycznia 1972 z gromady Woszczele wyłączono wsie Bałamutowo, Czerwonka i Królowa Wola, część lasów państwowych Nadleśnictwa Stare Juchy, obręb Królowa Wola o powierzchni 161,39 ha, obejmująca oddziały Nr Nr 219, 221, 223, 255—258 oraz część lasów państwowych Nadleśnictwa Stare Juchy obręb Czerwonka o powierzchni 214,48 ha, obejmującą oddziały Nr Nr 199, 200, 204—206, 210, 211, część oddziału 196, 201, i 215 włączając je do gromady Stare Juchy oraz wieś Grabnik i część lasów państwowych Nadleśnictwa Stare Juchy obręb Grabnik o powierzchni 796,49 ha obejmującą oddziały Nr Nr 202, część oddziału 203, 207—209, 212—214, część oddziału 215, 216—218, 220, 222, 285, 287, 292, 295—298, 262—271, 272/1, 272/2, 259—261, 76/1, i 76/2 włączając je do gromady Skomack Wielki, po czym gromadę Woszczele zniesiono a jej (pozostały) obszar włączono do nowo utworzonej gromady Ełk.